# Velipoja
Velipoja falu Albánia északnyugati részén, Shkodra városától légvonalban 24, közúton 31 kilométerre dél-délnyugati irányban, a Shkodrai-síkság nyugati peremén, az Adriai-tenger partján, a Buna folyó torkolatvidékén. Shkodra megyén és Shkodra községen belül Velipoja alközség központja. A 2011-es népszámlálás alapján a további nyolc falut is magában foglaló alközség népessége 5031 fő. Népszerű üdülőfalu, Albánia legészakibb strandja széles homokos fövennyel, környékén madárvédelmi rezervátumokkal.

## Fekvése
Velipoja a Shkodrai-síkság délnyugati kistáján, a Velipojai-síkon fekszik, közvetlenül az Adriai-tenger partján, a Drin-öböl északnyugati végpontján. Földrajzilag viszonylag elszigetelt helyzetű. Nyugatról a Buna folyása és torkolatvidéke szegélyezi, az ezen túl elterülő Montenegróval közvetlen közúti összeköttetése nincs (a légvonalban mindössze 5-6 kilométerre lévő Ada Bojana csaknem 80 kilométeres autózással érhető el). A településnek otthont adó síkot nyugati és északnyugati irányból a Renc-dombság (Kodra e Rencit) határolja el a Shkodrai-síkság többi kistájától. Velipoja keleti szomszédságában a 300 hektáros Vilun-lagúna terül el, ezen túl már a Renc-dombság magaslatai emelkednek, a Fehér-hegy (Maja e Bardhë, 318 m) és a Fekete-hegy (Maja e Zezë, 543 m).
Velipoja egyetlen közúti összeköttetését az ország belső részével a Shkodrából kiinduló, jó minőségű SH27-es főút biztosítja, amely a településtől északra, Gomsiqjánál töri át a Renc-dombság vonulatát. A közeli megyeszékhellyel minibuszjáratok kötik össze a települést.

## Nevezetességei
Velipoja a 20. század végéig jelentéktelen szórványtelepülés volt, az 1991-es rendszerváltást követően azonban közkedvelt tengerparti üdülőhellyé fejlesztették. Albánia legészakibb strandja több kilométer hosszú, széles homokfövennyel és számos szállodával. A sötétszürke homok jódtartalma magas, gyógyhatásúnak tartják. A parton kiépített sétány mögött sorakoznak a szállodák, apartmanházak, éttermek és kávéházak.
Az SH27-es főút és a Buna között terül el a Dum-láp (Këneta e Dumit), egy 700 hektáros, ligeterdősávokkal és dűnékkel szegélyezett különleges vizes élőhely madárvártákkal. Számos madárfaj telel át ezen a területen, egy 1993. januári madárszámlálás alkalmával 8 ezer egyedet regisztráltak. A gémféléknek, kanalasgémeknek és kis kárókatonáknak kedvelt költőhelye. A fellendült turizmus káros következményeként az elmúlt évtizedekben állományuk egy része inkább a Buna torkolatában található, már montenegrói oldalon lévő Ada Bojana szigetét részesíti előnyben.
A Buna torkolatvidékének keleti részén található a Ferenc József-sziget (Ishulli i Franc Jozefit), amelyet az ország északi részét az első világháborúban megszálló Osztrák–Magyar Monarchia tengeri támaszpontként használt. A vidék további történeti nevezetessége, hogy Alfons Tracky német római katolikus pap, shkodrai tanár 1926-os száműzetését követően titokban visszatért az országba, és itt húzta meg magát, míg 1946-ban a hatalmat megszerző kommunisták ki nem végezték.